# Смірна
Смірна (грец. Σμύρνη) — стародавнє місто, одне з найстаріших давньогрецьких міст у Малій Азії. Протягом більш ніж двохтисячолітньої історії пережила кілька періодів розквіту та занепаду, перш ніж у XV столітті її остаточно завоювали та розорили Османи. Руїни Смірни розташовані на території сучасного турецького міста Ізмір.

## Доантична епоха
Донедавна вважалося, що найстаріші поселення біля Смірни датуються 3000 роком до н. е., проте 2004 року археологи Ізмірського університету відкрили біля Єшильова-Гоюк (тур. Yeşilova Höyük) поселення часів неоліту та енеоліту, датовані епохою між 6500 і 4000 роками до н. е. У III тисячолітті до н. е. біля підніжжя Яманлару виникло поселення, так звана Стара Смірна. Місцевість тоді була невеликим півостровом, пов'язаним із материком вузьким перешийком (сучасний район Байракли, на північний захід від пізнішого міста). На 1500 рік до н. е. область потрапила під вплив Хетського царства. У хетських документах згадано назви кількох місцевостей поблизу Ізміра. Після навал приблизно 1200 року до н. е., які знищили зокрема Трою VII і Хетське царство, Смірна занепала.

## Гомерівська Смірна
Наприкінці II тисячоліття до н. е. під натиском дорійців із Європейської Греції через Егейське море переправилися еолійці, що колонізували узбережжя в районі Смірни. Дещо пізніше прибули іонійці. На території Смірни грецьку кераміку відзначають близько 1000 року до н. е. , а до 925—900 років відносять найстаріший розкопаний археологами будинок (нині район Байракли). Він добре зберігся, мав стіни із сирцевої цегли та очеретяний дах, складався з однієї невеликої кімнати (2,45×4 м). Також із сирцевої цегли були збудовані і міські стіни, за межами яких простягалися поля з оливковими деревами та виноградниками, а також майстерні гончарів та каменярів. Населення міста складало близько 1000 осіб. Саме в цьому місті, можливо, народився Гомер (зі семи міст-претендентів на місце його народження саме Смірну та Хіос вважають найреальнішими).

## Архаїчна та класична Смірна
Незабаром Смірна перейшла від еолійців до іонійців. Геродот докладно розповідає, як це сталося. Смірнці прийняли до себе вигнанців із Колофона, які зазнали поразки в міжусобній війні. Одного разу, коли всі громадяни вийшли з міста справляти свято Діоніса, колофонці зачинили ворота і в такий спосіб віроломно захопили місто. Інші 11 еолійських міст поспішили на допомогу одноплемінникам, але нічого не домоглися і змушені були укласти з колофонцями угоду, за якою еолійці залишали Смірну, але натомість отримували все своє майно. Їх розподілили між собою решта еолійських міст, Смірну ж прийняли в Іонійський союз міст і згодом аж до XX століття вважали столицею Іонії. Головним святилищем Старої Смірни був храм Афіни, збудований у 640—580 роках до н. е. та частково відновлений у наш час. Це були роки першого розквіту Смірни, хоч і підірваного завоюванням лідійського царя Аліатта (610—600 роки до н. е.). 545 року до н. е. місто завоював перський цар Кір, що призвело до занепаду Смірни.
Про багатство міста в пору золотої доби свідчить те, що саме в Смірні знайдено найдавніший (друга половина VII ст. до н. е.) зразок багатокімнатного будинку: це двоповерховий будинок, що має п'ять кімнат зі внутрішнім двором (перистилем). Смірну було побудовано за Гіпподамовою системою: вона мала прямі бруковані вулиці, витягнуті з півночі на південь та із заходу на схід, які перетиналися під прямим кутом; Смірна — ранній приклад такого планування за межами країн Стародавнього Сходу.

## Елліністичний період
334 року до н. е. в Азії висадився Александр Македонський, який незабаром зайняв Смірну. Місто під назвою Нова Смірна перенесли з півострова, де могло вміститися лише небагато жителів, на південний захід, на схили гори Пагос (дав.-гр. Πάγος, нині Кадіфекале). Після смерті Александра містом заволодів один з діадохів, Лісімах, за якого (близько 300 року до н. е.) на Пагосі збудовано потужну фортецю, згодом перебудовувану, яка в напівзруйнованому вигляді дійшла до наших днів. Відтоді, і особливо під владою Пергамського царства, місто пережило новий підйом; серед іншого в Смірні було побудовано театр та стадіон.

## Римський період

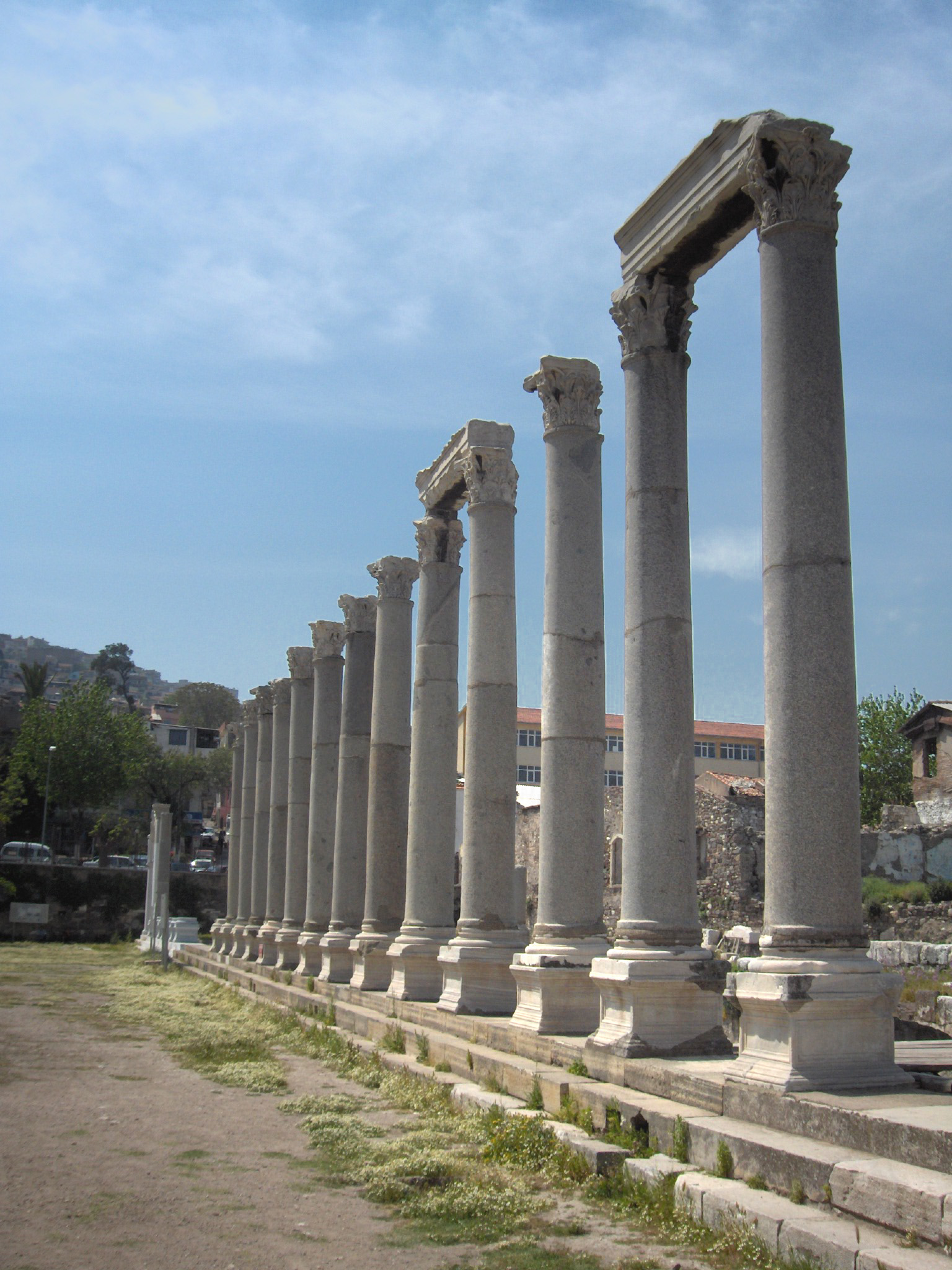
Агора Смірни

У 133 році до н. е. Смірна разом із усім царством перейшла під владу Риму і стала столицею римської провінції Азія. На думку сучасних істориків, римське завоювання для Смірни, як і для решти Греції, в політичному і культурному контексті того часу мало радше позитивне, ніж негативне значення — весь античний світ було об'єднано під прапорами Римської імперії, припинилися руйнівні війни між окремими полісами та державами. Смірна пережила другу золоту добу. Значно побільшало жителів, розквітла торгівля. Було збудовано нові торгові площі та акведуки, вулиці повністю вимощено камінням. У 121 і 125 роках Смірну відвідав імператор Адріан; за його наказом поруч із доками збудовано зерносховище. 178 року місто зруйнував землетрус, який вважають однією з найсерйозніших катастроф у історії міста. Імператор Марк Аврелій зробив великий внесок у відновлення міста. Агору, руїни якої збереглася (нині — музей просто неба), побудовано наприкінці II століття саме за Марка Аврелія.
У місто рано проникло християнство. Смірнську церкву серед семи церков Азії згадано вже в Апокаліпсисі. Іван Богослов сам жив у Смірні та призначив її першим єпископом свого учня, святого Вукола. Після смерті Вукола (між 100 та 110 роками) єпископом став інший учень апостола Івана, святий Полікарп, спалений 166 року. Його вважали святим покровителем міста, і саме йому присвячено найдавнішу з трьох церков, що збереглися в місті.[уточнити]

## Візантійський період

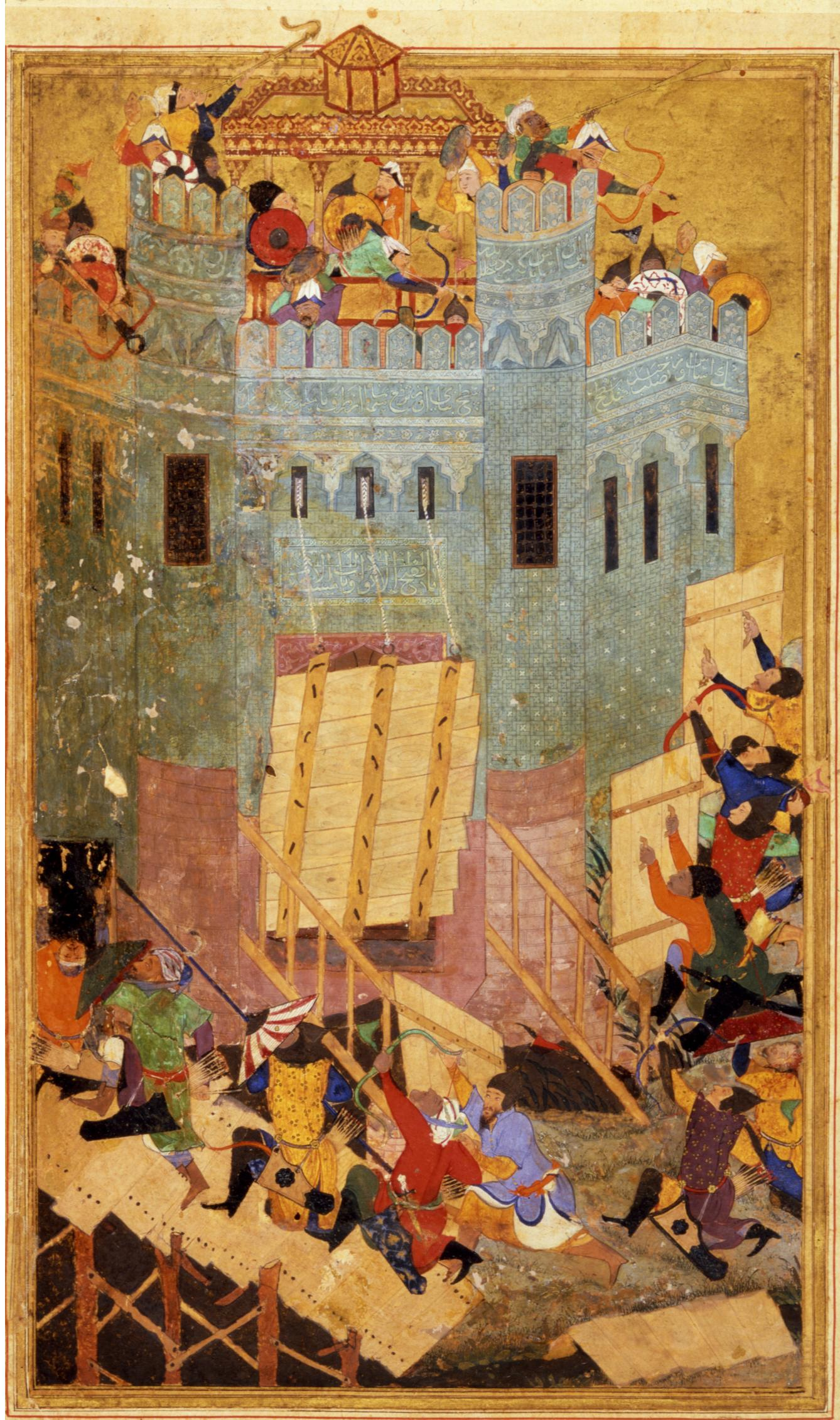
Облога прибережного замку Смірни військом Тамерлана 1402 року. Ілюстрація до, Кемаль-ад-Дін Бехзад, 1467

З падінням Стародавнього Риму Смірна занепала. У ранньовізантійську епоху вона все ще залишалася великим релігійним та економічним центром, але зменшилася і ніколи більше не досягала колишнього рівня процвітання.
Залишки рабовласницького ладу тут поєднуються з феодалізмом. Початок слабшання візантійського впливу тут ознаменувався наприкінці XI століття, коли після битви біля Манцикерта турки-сельджуки прорвалися в Малу Азію і, завдаючи візантійцям одну поразку за іншою, захоплювали багато міст. 1084 року настала черга Смірни. Під проводом Чака-бея турки опанували місто. Також вони захопилиФокею та низку Егейських островів. Чака-бей використав Ізмір як базу для військово-морських набігів на Візантію. Після його смерті 1102 року місто та сусідню область повернуто Візантійській імперії.
Понад століття тривало візантійське правління у місті. Проте 1204 року, після захоплення Константинополя хрестоносцями і падіння Візантії, місто захопили лицарі-іоанніти, які тоді володіли Родосом, а за кілька років місто захопила Нікейська імперія. Але дуже великою ціною: всю торгівлю міста захопили союзні генуезці, також їм належав один із замків міста. 1222 року нікейські греки зробили останню спробу відновити місто, але більша його частина так і залишилася в руїнах аж до 1330 року. Зимовою столицею Нікейської імперії був розташований поблизу Німфей (нині — Кемальпаша), дещо віддалений від моря, а отже, захищеніший від піратів. У 1317—1329 роках за місто та його фортеці боролися турки, генуезці та хрестоносці. Перемогу здобули турки бейлика Айдин, що наступали з континенту. 1402 року місто захопив Тамерлан.

## Турецьке завоювання
Турецьке завоювання Смирни мало кілька етапів: 1317 року турецька орда Мехмед-бея зайняла верхню фортецю Кадифекале. На той час Візантія вже була не в змозі їм чинити опір, віддавши залишки своїх прибережних володінь в Іонії (Фокею та Смірну) різним групам латинян. Але спадкоємець Мехмеда Умур-бей 1329 року зламав їхній опір і зайняв нижню Смірну разом із гаванню. Як і Чака-бей, Умур використовував місто як базу для флоту, який займався переважно грабунком і набігами.
1344 року Смірну захопили лицарі-іоанніти. 1402 року фортецю штурмом узяв тюрксько-монгольський завойовник Тамерлан, який поклав край християнській владі в Анатолії.
Проте, попри турецьке правління, до ХХ століття більшість населення становили греки: у 1890—1922 роках — близько 60 %. При цьому частка мусульман серед мешканців міста становила близько 20 %.

### Смірна наприкінці XIX— на початку XX століття

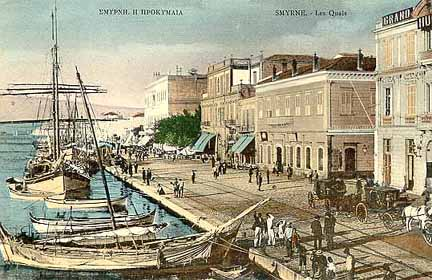
Набережна Смірни на початку XX століття

В Османській імперії Смірна була столицею особливого пашалику, а від 1864 — вілаєту Айдин. Аж до початку XX століття християни продовжували становити більшість населення міста, тому мусульмани називали його «Гяур Ізмір» («Невірна Смірна»). 1890 року населення Смірни становило 210 000 осіб, із них 107 000 греків, 52 000 мусульман (без визначення народностей), 23 000 євреїв, 12 000 вірмен, 6500 італійців, 2500 французів, 2200 австрійців, 1500 англійців (переважно з Мальти) і т. д. У місті було більше 40 мечетей, 13 православних, 4 католицьких, 3 протестантських і 3 вірменських церкви, 6 синагог, кілька християнських монастирів, багато училищ, заснованих християнами, з яких найпопулярнішою була «Євангелічна школа» грецького вченого товариства, яка мала бібліотеку і музей старожитностей. Смірна ділилася на дві головні частини: франкське (верхнє) місто, яке вирізнялося чистотою і впорядкованістю, і турецьке (нижнє), яке вирізнялося занедбаністю. Між ними розташовувався єврейський квартал. Кращою частиною Смірни вважали її набережну (Marina), забудовану багатими будинками європейської архітектури.
Дані про етнічний склад Смірни 1922 року до різанини суперечливі. Греки, за різними даними, становили половину або трохи більше половини населення. Другою за чисельністю етнічною групою були турки. Крім того, у місті проживали вірменська та єврейська громади і тисячі підданих європейських держав.

## Ізмір

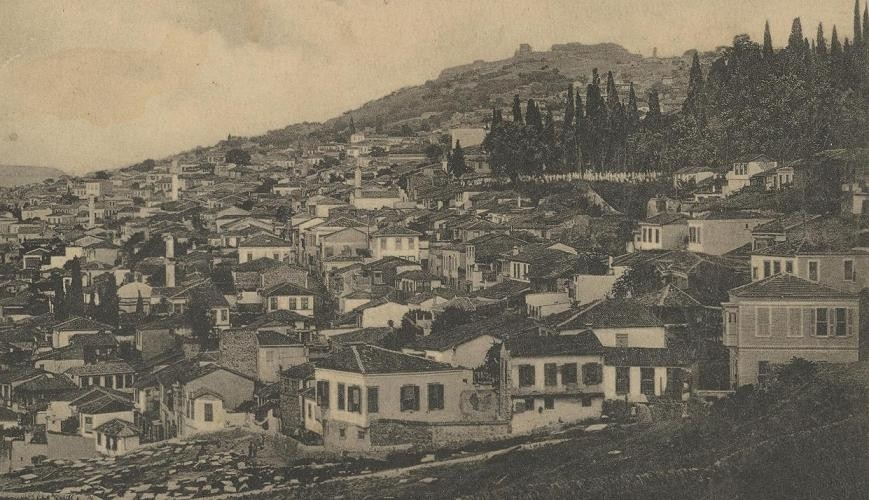
Вид на гору Пагос із фортецею Кадіфекале, 1880-ті.

Під час Другої греко-турецької війни 15 травня 1919 року Смірна потрапила під юрисдикцію Греції. Проте невдалий наступ грецької армії вглиб Анатолії позбавив Грецію права збереження цього здобутку. 9 вересня 1922 року турецькі війська захопили Смірну та підпалили її. Почалася різанина спочатку вірменського, а потім грецького населення (див. Різанина в Смірні). Після проголошення Турецької республіки починається вже історія Ізміра.
Різанина, а потім нав'язаний кемалістами Греко-турецький обмін населенням 1923 року спричинили різку зміну релігійного складу Ізміра. Місто стало практично повністю мусульманським.

## Згадки в Біблії
Смірну згадано в Книзі «Об'явлення Івана Богослова» як одну зі семи Церков Апокаліпсису: «Що бачиш, — напиши те до книги, і пошли до сімох Церков: до Ефесу, і до Смірни, і до Пергаму, і до Тіятирів, і до Сард, і до Філядельфії і до Лаодикі́ї».
Також назва Смірни має спільне походження з назвою ароматичної смоли мірри, неодноразово згаданої в біблійній книзі Вихід (30:23) та інших книгах Біблії.
Також міста Смірни стосується назва «адрамітський корабель» (Дії 27:2).

## Згадки в літературі
Місто згадано в другій частині роману Александра Дюма «Граф Монте-Крісто», а також у романі «Середня стать» американського письменника грецького походження Джеффрі Євгенідіса.